# Tieton
La ville de Tieton (en anglais [ˈtaɪ.ətən]) est située dans le comté de Yakima, dans l’État de Washington, aux États-Unis. Sa population s’élevait à 1 191 habitants lors du recensement de 2010, estimée à 1 302 habitants en 2018.

## Histoire
La ville a été incorporée en tant que city le 5 juin 1942. Elle tient son nom de la rivière Tieton.

## Démographie
| Groupe            | Tieton | Washington | États-Unis |
| ----------------- | ------ | ---------- | ---------- |
| Blancs            | 59,9   | 77,3       | 72,4       |
| Autres            | 31,9   | 5,8        | 6,4        |
| Métis             | 5,3    | 4,7        | 2,9        |
| Amérindiens       | 2,3    | 1,5        | 0,9        |
| Asiatiques        | 0,3    | 7,2        | 4,8        |
| Afro-Américains   | 0,3    | 3,6        | 12,6       |
| Total             | 100    | 100        | 100        |
|                   |        |            |            |
| Latino-Américains | 64,4   | 11,2       | 16,7       |

Selon l’American Community Survey, pour la période 2011-2015, 54,34 % de la population âgée de plus de 5 ans déclare parler espagnol à la maison, alors que 45,51 % déclare parler l'anglais et 0,15 l'allemand.

## Personnalité
Pete Rademacher (1928-2020), boxeur poids lourd, champion olympique, né à Tieton.

## Source
- (en) Cet article est partiellement ou en totalité issu de l’article de Wikipédia en anglais intitulé « Tieton, Washington » (voir la liste des auteurs).

1. ↑  (en) « Population and Housing Unit Estimates », United States Census Bureau, 27 juin 2019 (consulté le 16 février 2020)
2. ↑  (en) Bureau du recensement des États-Unis, « Census of Population and Housing » (consulté le 31 août 2014)
3. ↑  (en) « Tieton, WA Population - Census 2010 and 2000 », sur censusviewer.com.
4. ↑  (en) « Population of Washington - Census 2010 and 2000 », sur censusviewer.com.
5. ↑  (en) « Language spoken at home by ability to speak English for the population 5 years and over », sur data.census.gov.